# Векторное пространство

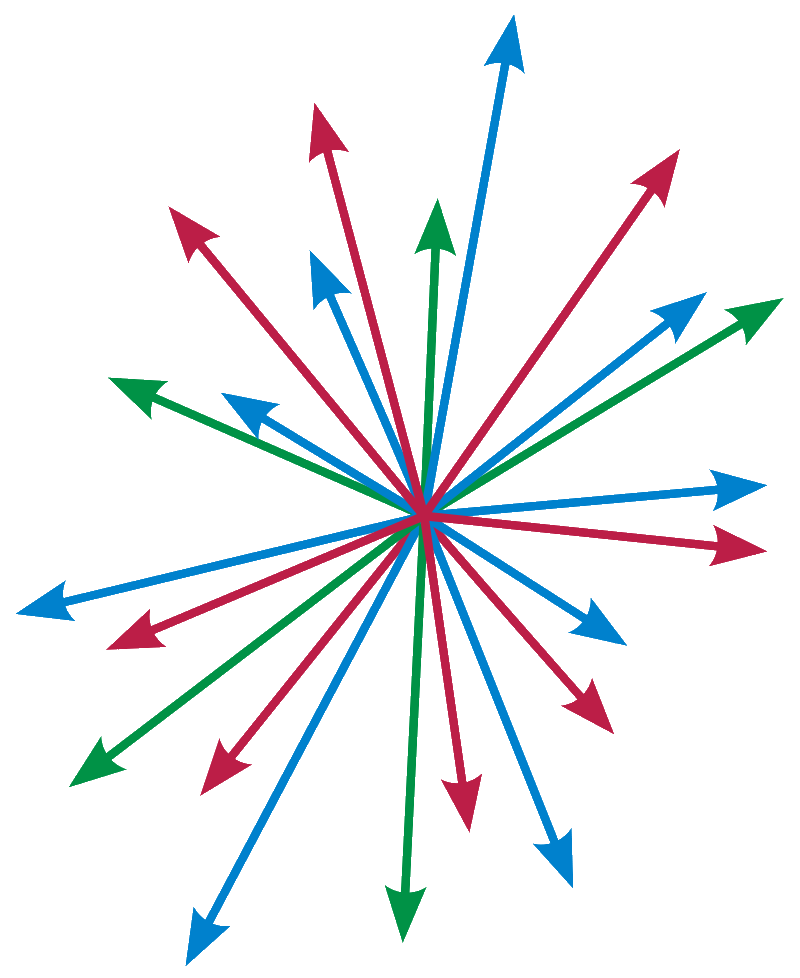

Ве́кторное простра́нство (лине́йное пространство) — математическая структура, представляющая собой набор элементов, называемых векторами, для которых определены операции сложения друг с другом и умножения на число — скаляр. Эти операции подчинены восьми аксиомам. Скаляры могут быть элементами вещественного, комплексного или любого другого поля чисел. Частным случаем подобного пространства является обычное трёхмерное евклидово пространство, векторы которого используются, к примеру, для представления физических сил. При этом вектор как элемент векторного пространства не обязательно должен быть задан в виде направленного отрезка. Обобщение понятия «вектор» до элемента векторного пространства любой природы не только не вызывает смешения терминов, но и позволяет уяснить или даже предвидеть ряд результатов, справедливых для пространств произвольной природы.
Векторные пространства являются предметом изучения линейной алгебры. Одна из главных характеристик векторного пространства — его размерность. Размерность представляет собой максимальное число линейно независимых элементов пространства, то есть, прибегая к грубой геометрической интерпретации, число направлений, которые невозможно выразить друг через друга посредством только операций сложения и умножения на скаляр. Векторное пространство можно наделить дополнительными структурами, например, нормой или скалярным произведением. Подобные пространства естественным образом появляются в математическом анализе, преимущественно в виде бесконечномерных функциональных пространств, где в качестве векторов выступают функции. Многие проблемы анализа требуют выяснить, сходится ли последовательность векторов к данному вектору. Рассмотрение таких вопросов возможно в векторных пространствах с дополнительной структурой, в большинстве случаев — подходящей топологией, что позволяет определить понятия близости и непрерывности. Такие топологические векторные пространства, в частности, банаховы и гильбертовы, допускают более глубокое изучение.
Первые труды, предвосхитившие введение понятия векторного пространства, относятся к XVII веку. Именно тогда своё развитие получили аналитическая геометрия, учения о матрицах, системах линейных уравнений, евклидовых векторах.

## Определение
Линейное, или векторное, пространство {\displaystyle V(F)} над полем {\displaystyle F} — это упорядоченная четвёрка {\displaystyle (V,F,+,\cdot )}, где
- {\displaystyle V} — непустое множество элементов произвольной природы, которые называются векторами.
- {\displaystyle F} — поле, элементы которого называются скалярами.
- Определена операция сложения векторов {\displaystyle V\times V\to V}, сопоставляющая каждой паре элементов {\displaystyle \mathbf {x} ,\mathbf {y} } множества {\displaystyle V} единственный элемент множества {\displaystyle V}, называемый их суммой и обозначаемый {\displaystyle \mathbf {x} +\mathbf {y} }.
- Определена операция умножения векторов на скаляры {\displaystyle F\times V\to V}, сопоставляющая каждому элементу {\displaystyle \lambda } поля {\displaystyle F} и каждому элементу {\displaystyle \mathbf {x} } множества {\displaystyle V} единственный элемент множества {\displaystyle V}, обозначаемый {\displaystyle \lambda \cdot \mathbf {x} } или {\displaystyle \lambda \mathbf {x} }.

Заданные операции должны удовлетворять следующим аксиомам — аксиомам линейного (векторного) пространства:
1. {\displaystyle \mathbf {x} +\mathbf {y} =\mathbf {y} +\mathbf {x} } для любых {\displaystyle \mathbf {x} ,\mathbf {y} \in V} (коммутативность сложения);
2. {\displaystyle \mathbf {x} +(\mathbf {y} +\mathbf {z} )=(\mathbf {x} +\mathbf {y} )+\mathbf {z} } для любых {\displaystyle \mathbf {x} ,\mathbf {y} ,\mathbf {z} \in V} (ассоциативность сложения);
3. существует такой элемент {\displaystyle \mathbf {0} \in V}, что {\displaystyle \mathbf {x} +\mathbf {0} =\mathbf {0} +\mathbf {x} =\mathbf {x} } для любого {\displaystyle \mathbf {x} \in V} (существование нейтрального элемента относительно сложения), называемый нулевым вектором, или просто нулём, пространства {\displaystyle V};
4. для любого {\displaystyle \mathbf {x} \in V} существует такой элемент {\displaystyle -\mathbf {x} \in V}, что {\displaystyle \mathbf {x} +(-\mathbf {x} )=\mathbf {0} }, называемый вектором, противоположным вектору {\displaystyle \mathbf {x} };
5. {\displaystyle \alpha (\beta \mathbf {x} )=(\alpha \beta )\mathbf {x} } (ассоциативность умножения на скаляр);
6. {\displaystyle 1\cdot \mathbf {x} =\mathbf {x} } (унитарность: умножение на нейтральный (по умножению) элемент поля {\displaystyle F} сохраняет вектор).
7. {\displaystyle (\alpha +\beta )\mathbf {x} =\alpha \mathbf {x} +\beta \mathbf {x} } (дистрибутивность умножения вектора на скаляр относительно сложения скаляров);
8. {\displaystyle \alpha (\mathbf {x} +\mathbf {y} )=\alpha \mathbf {x} +\alpha \mathbf {y} } (дистрибутивность умножения вектора на скаляр относительно сложения векторов).

Таким образом, операция сложения задаёт на множестве {\displaystyle V} структуру (аддитивной) абелевой группы.
Векторные пространства, заданные на одном и том же множестве элементов, но над различными полями, будут различными векторными пространствами (например, множество пар действительных чисел {\displaystyle \mathbb {R} ^{2}} может быть двумерным векторным пространством над полем действительных чисел либо одномерным — над полем комплексных чисел).

## Простейшие свойства
1. Векторное пространство является абелевой группой по сложению.
2. Нейтральный элемент {\displaystyle \mathbf {0} \in V} является единственным, что вытекает из групповых свойств.
3. {\displaystyle 0\cdot \mathbf {x} =\mathbf {0} } для любого {\displaystyle \mathbf {x} \in V}.
4. Для любого {\displaystyle \mathbf {x} \in V} противоположный элемент {\displaystyle -\mathbf {x} \in V} является единственным, что вытекает из групповых свойств.
5. {\displaystyle 1\cdot \mathbf {x} =\mathbf {x} } для любого {\displaystyle \mathbf {x} \in V}.
6. {\displaystyle (-\alpha )\cdot \mathbf {x} =\alpha \cdot (-\mathbf {x} )=-(\alpha \mathbf {x} )} для любых {\displaystyle \alpha \in F} и {\displaystyle \mathbf {x} \in V}.
7. {\displaystyle \alpha \cdot \mathbf {0} =\mathbf {0} } для любого {\displaystyle \alpha \in F}.

## Связанные определения и свойства

### Подпространство
Алгебраическое определение:
Линейное подпространство, или векторное подпространство, ― непустое подмножество {\displaystyle K} линейного пространства {\displaystyle V} такое, что {\displaystyle K} само является линейным пространством по отношению к определённым в {\displaystyle V} действиям сложения и умножения на скаляр. Множество всех подпространств обычно обозначают как {\displaystyle \mathrm {Lat} (V)}. Чтобы подмножество было подпространством, необходимо и достаточно, чтобы
1. для всякого вектора {\displaystyle \mathbf {x} \in K} вектор {\displaystyle \alpha \mathbf {x} } также принадлежал {\displaystyle K} при любом {\displaystyle \alpha \in F};
2. для всяких векторов {\displaystyle \mathbf {x} ,\mathbf {y} \in K} вектор {\displaystyle \mathbf {x} +\mathbf {y} } также принадлежал {\displaystyle K}.

Эти два утверждения эквивалентны следующему:
для всяких векторов {\displaystyle \mathbf {x} ,\mathbf {y} \in K} вектор {\displaystyle \alpha \mathbf {x} +\beta \mathbf {y} } также принадлежал {\displaystyle K} для любых {\displaystyle \alpha ,\beta \in F}.
В частности, векторное пространство, состоящее из одного лишь нулевого вектора, является подпространством любого пространства; любое пространство является подпространством самого себя. Подпространства, не совпадающие с этими двумя, называют собственными, или нетривиальными.

#### Свойства подпространств
- Пересечение любого семейства подпространств — снова подпространство;
- Сумма подпространств {\displaystyle \{K_{i}\mid i\in 1\ldots N\}} определяется как множество, содержащее всевозможные суммы элементов {\displaystyle K_{i}}:
{\displaystyle \sum _{i=1}^{N}{K_{i}}:=\{\mathbf {x} _{1}+\mathbf {x} _{2}+\ldots +\mathbf {x} _{N}\mid \mathbf {x} _{i}\in K_{i}\quad (i\in 1\ldots N)\}}.
  - Сумма конечного семейства подпространств — снова подпространство.

### Линейные комбинации
Формальное выражение вида
{\displaystyle \alpha _{1}\mathbf {x} _{1}+\alpha _{2}\mathbf {x} _{2}+\ldots +\alpha _{n}\mathbf {x} _{n}}
называется линейной комбинацией элементов {\displaystyle \mathbf {x} _{1},\mathbf {x} _{2},\ldots ,\mathbf {x} _{n}\in V} с коэффициентами {\displaystyle \alpha _{1},\alpha _{2},\ldots ,\alpha _{n}\in F}.
В действительности данное определение (и приводимые ниже) приложимо не только к комбинациям векторов, но и к комбинациям любых других объектов, для которых подобные суммы вообще имеют смысл (например, к комбинациям точек аффинного пространства).
Линейная комбинация называется:
- нетривиальной, если хотя бы один из её коэффициентов отличен от нуля.
- барицентрической, если сумма её коэффициентов равна 1[4],
- выпуклой, если сумма её коэффициентов равна 1 и все коэффициенты неотрицательны,
- сбалансированной, если сумма её коэффициентов равна 0.

### Базис и размерность
Векторы {\displaystyle \mathbf {x} _{1},\mathbf {x} _{2},\ldots ,\mathbf {x} _{n}} называются линейно зависимыми, если существует их нетривиальная линейная комбинация, значение которой равно нулю; то есть
{\displaystyle \alpha _{1}\mathbf {x} _{1}+\alpha _{2}\mathbf {x} _{2}+\ldots +\alpha _{n}\mathbf {x} _{n}=\mathbf {0} }
при некоторых ненулевых коэффициентах {\displaystyle \alpha _{1},\alpha _{2},\ldots ,\alpha _{n}\in F} (то есть если хотя бы один из {\displaystyle \alpha _{1},\alpha _{2},\ldots ,\alpha _{n}} не равен нулю).
В противном случае эти векторы называются линейно независимыми.
Данное определение допускает следующее обобщение: бесконечное множество векторов из {\displaystyle V} называется линейно зависимым, если линейно зависимо некоторое конечное его подмножество, и линейно независимым, если любое его конечное подмножество линейно независимо.
Можно показать, что число элементов (мощность) максимального линейно независимого множества элементов векторного пространства не зависит от выбора этого множества. Данное число называется рангом, или размерностью, пространства, а само это упорядоченное множество — базисом (базисом Га́меля, или линейным базисом). Элементы базиса именуют базисными векторами. Размерность пространства чаще всего обозначается символом {\displaystyle {\rm {dim}}}.
Таким образом, размерность векторного пространства является либо неотрицательным целым числом (в частности, равным нулю, если пространство состоит из одного лишь нулевого вектора), либо бесконечностью (точнее, мощностью бесконечного множества). В первом случае векторное пространство называется конечномерным, а во втором — бесконечномерным (например, бесконечномерным является пространство непрерывных функций). Традиционно изучение конечномерных векторных пространств и их отображений относится к линейной алгебре, а изучение бесконечномерных векторных пространств — к функциональному анализу. Во втором случае существенную роль играет вопрос о разложимости данного элемента по заданной бесконечной системе функций, то есть о сходимости соответствующих бесконечных сумм, для чего бесконечномерное векторное пространство рассматривается вместе с дополнительной структурой, позволяющей определять сходимость, например, с метрикой или топологией.
Свойства базиса:
- Любые {\displaystyle n} линейно независимых элементов {\displaystyle n}-мерного пространства образуют базис этого пространства.

- Любой вектор {\displaystyle \mathbf {x} \in V} можно представить (единственным образом) в виде конечной линейной комбинации базисных элементов:
{\displaystyle \mathbf {x} =\alpha _{1}\mathbf {x} _{1}+\alpha _{2}\mathbf {x} _{2}+\ldots +\alpha _{n}\mathbf {x} _{n}}.

### Линейная оболочка
Линейная оболочка {\displaystyle {\mathcal {V}}(X)} подмножества {\displaystyle X} линейного пространства {\displaystyle V} — пересечение всех подпространств {\displaystyle V}, содержащих {\displaystyle X}.
Линейная оболочка является подпространством {\displaystyle V}.
Линейная оболочка также называется подпространством, порождённым {\displaystyle X}. Говорят также, что линейная оболочка {\displaystyle {\mathcal {V}}(X)} — пространство, натянутое на множество {\displaystyle X}.
Линейная оболочка {\displaystyle {\mathcal {V}}(X)} состоит из всевозможных линейных комбинаций различных конечных подсистем элементов из {\displaystyle X}. В частности, если {\displaystyle X} — конечное множество, то {\displaystyle {\mathcal {V}}(X)} состоит из всех линейных комбинаций элементов {\displaystyle X}. Таким образом, нулевой вектор всегда принадлежит линейной оболочке.
Если {\displaystyle X} — линейно независимое множество, то оно является базисом {\displaystyle {\mathcal {V}}(X)} и тем самым определяет его размерность.

### Изоморфизм
Два линейных пространства {\displaystyle V'(F)} и {\displaystyle V''(F)} называются изоморфными, если между векторами {\displaystyle x'\in V'} и {\displaystyle x''\in V''} можно установить взаимно однозначное соответствие таким образом, что выполняются условия:
1. если вектору {\displaystyle \mathbf {x} '\in V'} соответствует вектор {\displaystyle \mathbf {x} ''\in V''}, а вектору {\displaystyle \mathbf {y} '\in V'} соответствует вектор {\displaystyle \mathbf {y} ''\in V''}, то вектору {\displaystyle \mathbf {x} '+\mathbf {y} '\in V'} соответствует вектор {\displaystyle \mathbf {x} ''+\mathbf {y} ''\in V''}
2. если вектору {\displaystyle \mathbf {x} '\in V'} соответствует вектор {\displaystyle \mathbf {x} ''\in V''}, и {\displaystyle \lambda } - элемент поля {\displaystyle F}, то вектору {\displaystyle \lambda \mathbf {x} '\in V'} соответствует вектор {\displaystyle \lambda \mathbf {x} ''\in V''}[7]

## Примеры
- Нулевое пространство, единственным элементом которого является ноль.
- Пространство всех функций {\displaystyle X\to F} с конечным носителем образует векторное пространство размерности, равной мощности {\displaystyle X}.
- Поле действительных чисел может быть рассмотрено как континуально-мерное векторное пространство над полем рациональных чисел.
- Любое поле является одномерным пространством над собой.
- Пространства матриц и тензоров образуют линейное пространство.

## Дополнительные структуры
- Нормированное векторное пространство
- Метрическое векторное пространство
- Топологическое векторное пространство
- Евклидово пространство
- Пространство Минковского
- Гильбертово пространство